# 波利亞納 (伊久姆區)
49°21′28″N 37°11′35″E / 49.35778°N 37.19306°E
波利亞納（烏克蘭語：Поляна）是位於烏克蘭東部的村莊，由哈爾科夫州伊久姆區的昆葉市鎮負責管轄。該村面積0.39平方公里，海拔高度136米，2001年人口73，人口密度每平方公里188.1人。